# Wenceslao Paunero
Wenceslao Paunero (Colonia del Sacramento, sur le territoire de l’actuel Uruguay, 1805 - Rio de Janeiro, 1871) est un militaire, homme politique et diplomate argentin, membre éminent du Parti unitaire.
Il commença sa carrière militaire dans l’armée argentine lors de la guerre contre le Brésil, puis prit du service dans les troupes du gouverneur de Buenos Aires Juan Lavalle, participant notamment à la bataille d’Oncativo. La prise de pouvoir par le caudillo fédéraliste Juan Manuel de Rosas au début des années 1830 le contraignit à l’exil, en Bolivie d’abord, puis au Chili, où il entretint des contacts avec Sarmiento et Mitre. Il revint en Argentine à la faveur de la rébellion d’Urquiza et prit part à la bataille de Caseros. D’abord loyal à la Confédération argentine, il rejoignit bientôt Mitre, contribuant à la victoire unitaire de Pavón, et apportant ensuite son concours à la liquidation des gouvernorats fédéralistes dans les provinces de l’intérieur ; en même temps, il combattit, souvent avec cruauté, la guerre d’escarmouches pratiquée par les montoneras des caudillos locaux. Il fut récompensé par un portefeuille ministériel sous la présidence de Mitre, et après la défaite électorale de celui-ci, termina sa carrière comme ambassadeur au Brésil.

## Activité jusqu’à la chute de Rosas
Wenceslao Paunero naquit à Colonia del Sacramento, aujourd’hui en Uruguay, alors encore partie de la Vice-royauté du Río de la Plata, comme fils de Juan Paunero Caballero, qui s’était établi dans la Bande orientale vers la fin du XVIIIe siècle, et de Manuela Delgado Martínez, tous deux Espagnols.
Durant une brève période, il fréquenta les cours du Collège Royal San Carlos dans la ville de Buenos Aires, mais le manque de moyens – sa famille n’était pas fortunée – le contraignit à suspendre ses études et à gagner lui-même sa subsistance.
Après qu’il se fut enrôlé dans l’armée argentine en 1825, les autorités le placèrent à la tête du contingent apporté par la province de Corrientes en vue de la guerre de Cisplatine et participa, sous le commandement de José María Paz, à la bataille d’Ituzaingó. De retour du front nord, il fut versé dans les troupes qui assiégeaient Colonia, qui n’avait pas encore évacuée par les Brésiliens, mais vint à être fait prisonnier par les assiégés. Envoyé dans une prison à Rio de Janeiro, il fut échangé contre un officier impérial.
Il rentra à Buenos Aires en janvier 1829, où le général unitaire Juan Lavalle, qui venait d’usurper le gouvernement de la province après avoir fait assassiner le gouverneur fédéraliste portègne Manuel Dorrego, le nomma capitaine. S’étant joint aux troupes avec lesquelles Paz envahit la Province de Córdoba, il lui fut donné de prendre part aux batailles de San Roque, de La Tablada et d’Oncativo, lors desquelles les caudillos fédéralistes Juan Bautista Bustos et Juan Facundo Quiroga furent battus. Entre ces deux dernières batailles, il fut élevé au grade de major et envoyé par Paz entamer des pourparlers avec Quiroga. Il combattit les fédéralistes de Santiago del Estero sous les ordres de Román Deheza, puis fut chargé de combattre les Indiens à la frontière, ainsi que les montoneros, cette fois sous le commandement de Lamadrid. Bien que n’ayant pas participé à la bataille de La Ciudadela, qui se solda par une défaite des unitaires et fut marquée par la capture fortuite du général Paz, il accompagna les résidus de l’armée de Paz vers l’exil en Bolivie.
Il vécut dans ce pays pendant plusieurs années en vaquant à ses affaires et en exerçant le journalisme aux côtés de l’unitaire portègne Bartolomé Mitre, avec qui il se lia d’une amitié étroite et durable. Il y contracta mariage avec la sœur du président José Ballivián et fut amené à assumer la représentation diplomatique en Bolivie de sa terre natale, dénommée depuis 1829 État oriental de l’Uruguay. Il fonda à La Paz le journal La Época et en resta le directeur jusqu’à son installation au Chili. Après la destitution de Ballivián en 1847, il se rendit d’abord au Pérou, ensuite au Chili, où il entretint des liens avec Domingo Faustino Sarmiento et Juan Bautista Alberdi, parmi d’autres.
En mai 1851, à la suite du pronunciamiento d’Urquiza, il s’embarqua pour Buenos Aires, conjointement avec Sarmiento et Mitre. À la fin de l’année, il s’incorpora comme colonel dans les troupes colorado uruguayennes engagées dans la campagne militaire contre le gouverneur fédéraliste Juan Manuel de Rosas et prit part à la bataille de Caseros. Plus tard, en 1859, il fut nommé commandant-général d’armes et chef d’état-major de l’armée de l’État de Buenos Aires. Il fit du service à Azul, localité située sur la frontière avec le territoire pour lors encore tenu par les Indiens, et lança une expédition malheureuse sur Salinas Grandes, dans le sud de la province de Buenos Aires. Il fut également commandant à San Nicolás de los Arroyos, aux confins de la province de Santa Fe, et à Bahía Blanca.

## Avant et après la bataille de Pavón
Il combattit à la bataille de Cepeda de 1859, puis s’incorpora dans l’armée de la Confédération argentine. Urquiza le nomma émissaire fédéral, conjointement avec Juan Saá, dans la province de San Juan, où le gouverneur fédéraliste José Antonio Virasoro avait été renversé et assassiné par les libéraux en novembre 1860 ; cependant Paunero, ayant eu de graves désaccords avec Saá, et considérant que ce dernier défendait le gouvernement provincial révolutionnaire, le renvoya à Buenos Aires. Peu après, Saá envahit San Juan, et sa sanglante victoire fut le point de départ d’une nouvelle guerre intérieure. Celle-ci culmina dans la bataille de Pavón de 1861, où Paunero, à la tête de l’infanterie portègne, sut se distinguer, à telle enseigne que le général Bartolomé Mitre lui décerna, sur le champ de bataille même, le titre de général.
Il fut ensuite dépêché dans la province de Córdoba à la tête d’une expédition destinée à assurer l’évincement des gouvernements fédéralistes dans l’ensemble des provinces argentines. Ainsi, alors que l’anarchie régnait depuis plusieurs semaines dans ladite province, Paunero y pénétra en novembre 1861 et nomma Marcos Paz gouverneur. Celui-ci toutefois démissionna en janvier 1862, laissant Paunero assumer la fonction de gouverneur à titre provisoire. Il ordonna la tenue d’élections, lors desquelles, en dépit de son ambition d’être élu gouverneur titulaire, ce fut Justiniano Posse qui réussit à se faire élire.
Il envoya, au départ de Córdoba, una division placée sous le commandement de Sarmiento, lequel s’attela à changer les gouvernements de San Luis et de Mendoza, pour se faire ensuite élire gouverneur de San Juan, sa province d’origine. Dans les actions menées contre les populations de l’Intérieur, Paunero eut pour un de ses principaux suppléants le sanguinaire Ambrosio Sandes, comme lui colorado oriental. À l’issue d’une campagne de plusieurs mois contre le caudillo Ángel Vicente Peñaloza, dit El Chacho, il signa un traité de paix, assorti du pardon et d’une amnistie pour les vaincus. Toutefois, les conditions de paix n’ayant pas été respectées, Peñaloza à nouveau se souleva en armes. Le Chacho parvint à s’emparer de Córdoba, mais Paunero le battit bientôt dans la bataille de Las Playas, en juin 1863, dans les environs de cette même ville. Quelques mois plus tard, le colonel Pablo Irrazábal assassina Peñaloza, alors que celui-ci s’était déjà rendu et se trouvait désarmé.
Paunero demeura quelques années encore à Córdoba, participant activement aux conflits politiques qui s’y succédaient, et eut soin de renforcer les différents fortins, ou d’en faire édifier de nouveaux, aux confins des territoires alors tenus par les indigènes (notamment le fort, qui deviendra la ville, de Morteros, en 1862).

## Guerre de la Triple Alliance et dernière phase des guerres civiles argentines

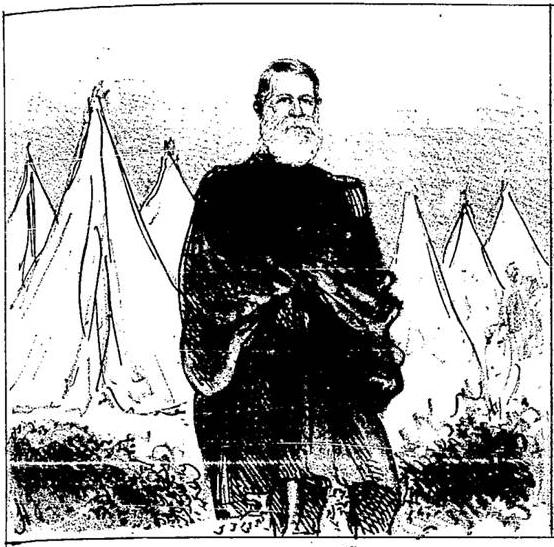
Général Paunero.

En 1865, il s’engagea dans l’armée qui devait mener la guerre de la Triple Alliance. Sa première action dans ce cadre fut d’attaquer les Paraguayens dans la ville de Corrientes, qu’ils tenaient occupée : il réussit à se rendre maître de la ville, mais dut l’évacuer ensuite devant la forte supériorité numérique de l’ennemi. Ce fait d’armes lui valut d’être décoré par le gouvernement national.
Par une marche héroïque, il réussit à déplacer ses troupes dans le sud-est de la province, et combattit, sous le commandement de Venancio Flores, dans la bataille de Yatay, en août 1865, puis prit part au siège d’Uruguaiana. Sur le front paraguayen, il se battit à Paso de la Patria et dans les batailles d’Estero Bellaco, de Tuyutí, de Yataytí Corá et de Curuzú.
En 1867, l’on fit de nouveau appel à lui pour combattre les montoneras fédéralistes, mais la rapidité de mouvement du général Juan Saá le contraignit à se retirer. Le chef de son avant-garde, José Miguel Arredondo, attaqua et vainquit Saá lors de la bataille de San Ignacio, mettant ainsi un terme à la guerre civile dans la région de Cuyo.
Dans les derniers temps du gouvernement de Mitre, il fut désigné ministre de la Guerre et de la Marine, et à l’occasion des élections présidentielles de 1868, se porta candidat à la vice-présidence dans l’équipe du gouvernement sortant dirigée par Rufino de Elizalde. Ils furent cependant battus par Sarmiento, lequel néanmoins désigna ensuite Paunero, semble-t-il pour soulager sa pénible situation économique, ministre plénipotentiaire auprès de l’empire du Brésil, dans la capitale duquel, Rio de Janeiro, il s’éteignit le 7 juin 1871, à l’âge de 65 ans. Durant l’exercice de sa fonction de ministre plénipotentiaire, il eut pour assistant por Leandro N. Alem, qui fut, pour une courte durée, secrétaire de la légation argentine et écrira quelques années plus tard une succincte biographie de Paunero, qu’il avait connu pendant la guerre de la Triple Alliance.
Ses restes furent ramenées à Buenos Aires en 1891 et reposent aujourd’hui au cimetière de la Recoleta.